# Adi Quala
Adi Quala (tigrinjski ዓዲ ዃላ) je trgovački grad u Eritreji. Nalazi se južno od Mendefere u blizini granice s Etiopijom, više od 2.000 m iznad razine mora.

## Pregled
Adi Quala je poznata po tukulu, svojevrsnoj kolibici, s freskama i mauzolejem za talijanske vojnike koji su poginuli tijekom bitke za Adwu. Grad naseljava 14.000 stanovnika. 
Pišući 1890-ih Augustus B. Wylde opisao je tržnicu u Adi Quali, koja je radila ponedjeljcima, tržnicom osrednja veličine.